# ウェスト・ミッドランズ・トレインズ

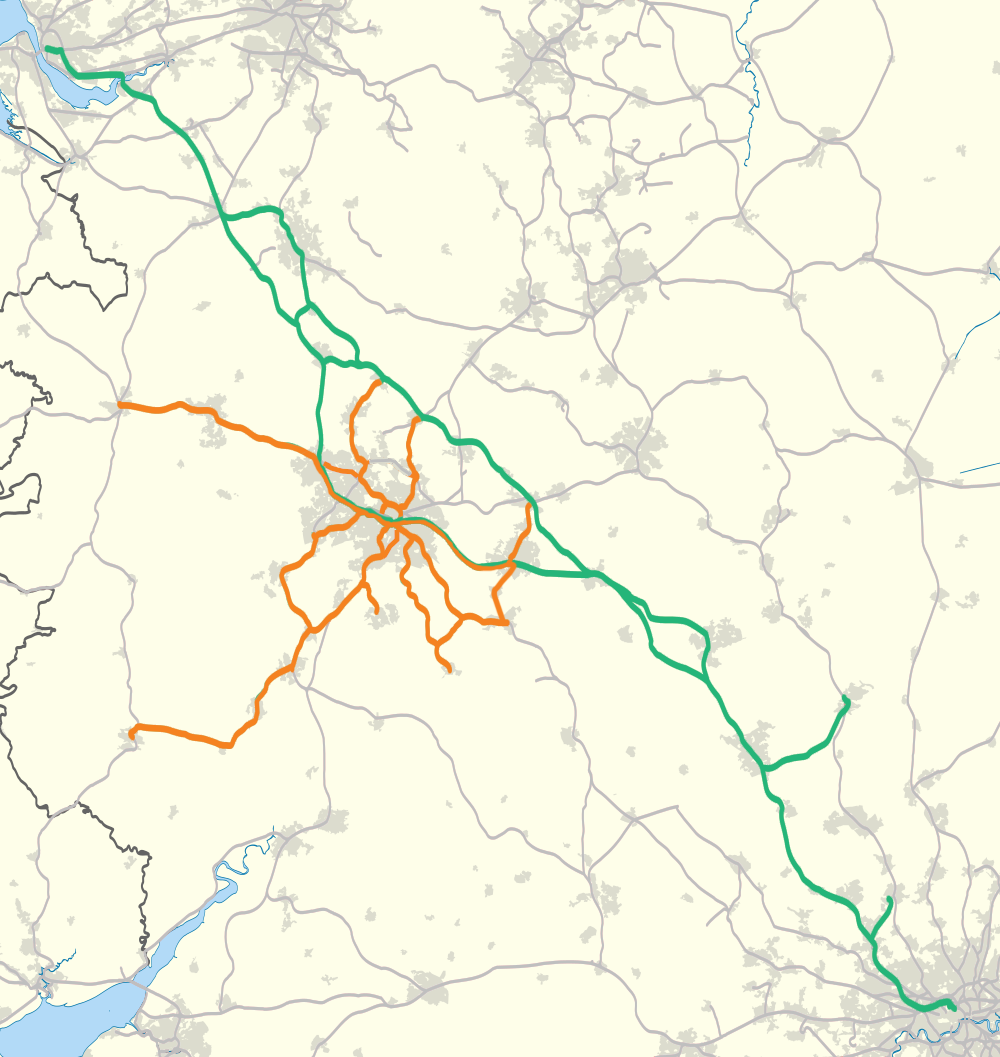
路線網

ウェスト・ミッドランズ・トレインズ（英語: West Midlands Trains）はアベリオ（70％）、三井物産（15％）、東日本旅客鉄道（JR東日本）（15％）が出資するイギリスの列車運行会社である。2017年にウェスト・ミッドランズ地方を中心とした鉄道フランチャイズであるウェスト・ミッドランズ・フランチャイズの運行をロンドン・ミッドランドから引き継いだ。ウェスト・コースト本線やその支線区の列車についてはロンドン・ノースウェスタン・レールウェイ（英語: London Northwestern Railway; LNR）、ウェスト・ミッドランズ地方内の列車についてはウェスト・ミッドランズ・レールウェイ（英語: West Midlands Railway; WMR）のブランド名を使用している。契約満了は2026年の予定である。

## 沿革
2016年4月に運輸省はウェスト・ミッドランズ・フランチャイズの次期運行会社の候補として、ゴヴィア（ロンドン・ミッドランドの親会社）、香港鉄路、ウェスト・ミッドランズ・トレインズ（アベリオ（70％）、三井物産（15％）、東日本旅客鉄道（JR東日本）（15％）のコンソーシアム）の3社を指名した。同年7月に香港鉄路が撤退したのち、8月に入札招待状が発行された。
翌2017年8月、ウェスト・ミッドランズ・トレインズが運行権を獲得し、同年10月10にロンドン・ミッドランドから列車運行を引き継いだ。契約満了は2026年3月を予定している。

## 監督
ひとつ前の運行会社であるロンドン・ミッドランドが運輸省に対してのみ責任を負っていたのに対し、ウェスト・ミッドランズ・トレインズはWMRブランド部分に関しては同リージョンの16の地方自治体で構成されたウェスト・ミッドランズ鉄道局（英語版）に対しても責任を負う。現行のフランチャイズではサービス水準などの変更には運輸省の許可が必要だが、2026年からの次期フランチャイズからはこの部分について運輸省の管轄下を離れることが予定されている。なお、2つのブランドの区別がロンドン・ミッドランド時代と比べて明確になっているのは、分離に備えてブランドの明確化が運行契約の要件となっているからである。

## 運行概況

### ロンドン・ノースウェスタン・レールウェイ

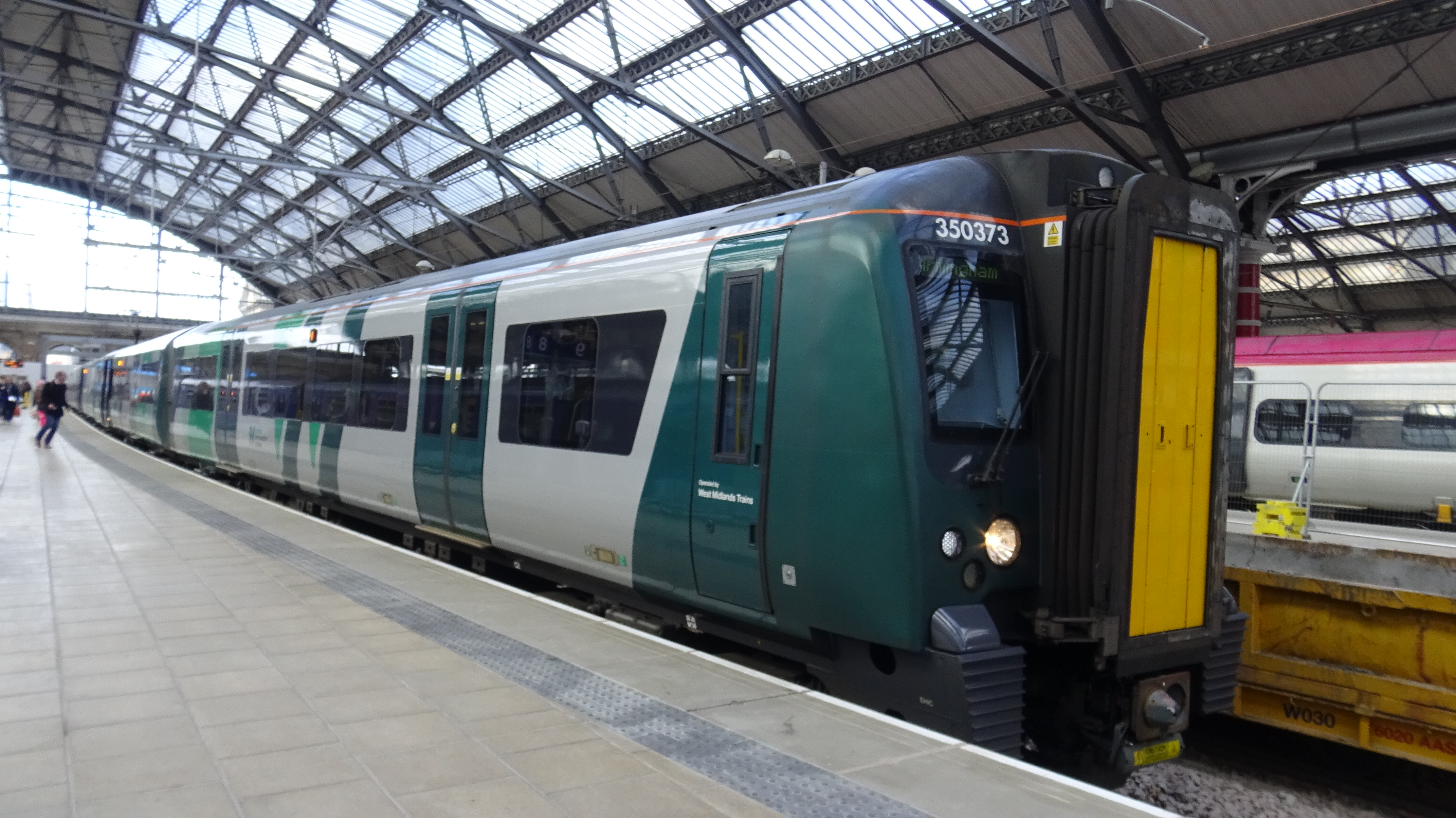
ロンドン・ノースウェスタン・レールウェイの350形

ウェスト・コースト本線やその支線区を走る列車は「ロンドン・ノースウェスタン・レールウェイ」というブランドを使用する。この名称は1921年鉄道法による統合まで同系統の列車を運行していたロンドン・アンド・ノース・ウェスタン鉄道にちなんだものであり、コーポレートカラーは緑色、ロゴはL、N、Wの3文字を組み合わせたものである。
ロンドン寄りの5駅（ロンドン・ユーストン、ウェンブリー・セントラル、ハーロウ＆ウィルドストーン、ブッシー（英語版・街）、ワットフォード・ジャンクション）ではオイスターカードなどの非接触式ICカードが使用可能である。
列車は以下の路線を走行する。
- ウェスト・コースト本線
- ラグビー - バーミンガム - スタッフォード線（英語版）
- アビー線（英語版）
- マーストン・ヴェール線（英語版）

2020年5月時点での平日オフピーク時のダイヤは以下の通り。
| 区間                           | 区間                                         | 区間                                         | 区間                                         | 毎時                   | 車両                   |
| ウェスト・コースト本線         | ウェスト・コースト本線                       | ウェスト・コースト本線                       | ウェスト・コースト本線                       | ウェスト・コースト本線 | ウェスト・コースト本線 |
| ------------------------------ | -------------------------------------------- | -------------------------------------------- | -------------------------------------------- | ---------------------- | ---------------------- |
| ロンドン・ユーストン           | トリング（英語版・街）                       | トリング（英語版・街）                       | トリング（英語版・街）                       | 2本                    | 319形 350形            |
| ロンドン・ユーストン           | ミルトン・キーンズ・セントラル（英語版・街） | ミルトン・キーンズ・セントラル（英語版・街） | ミルトン・キーンズ・セントラル（英語版・街） | 1本                    | 319形 350形            |
| ロンドン・ユーストン           | バーミンガム・ニューストリート               | バーミンガム・ニューストリート               |                                              | 1本                    | 350形                  |
| ロンドン・ユーストン           | バーミンガム・ニューストリート               | バーミンガム・ニューストリート               | リヴァプール・ライム・ストリート             | 2本                    | 350形                  |
| ロンドン・ユーストン           |                                              |                                              | クルー（英語版・街）                         | 1本                    | 350形                  |
| アビー線                       |                                              |                                              |                                              |                        |                        |
| ワットフォード・ジャンクション | ワットフォード・ジャンクション               | セント・オールバンズ・アビー（英語版・街）   | セント・オールバンズ・アビー（英語版・街）   | 4⁄3本                  | 319形                  |
| マーストン・ヴェール線         |                                              |                                              |                                              |                        |                        |
| ブレッチリ―（英語版・街）      | ブレッチリ―（英語版・街）                    | ベッドフォード（英語版・街）                 | ベッドフォード（英語版・街）                 | 1本                    | 230形                  |

### ウェスト・ミッドランズ・レールウェイ

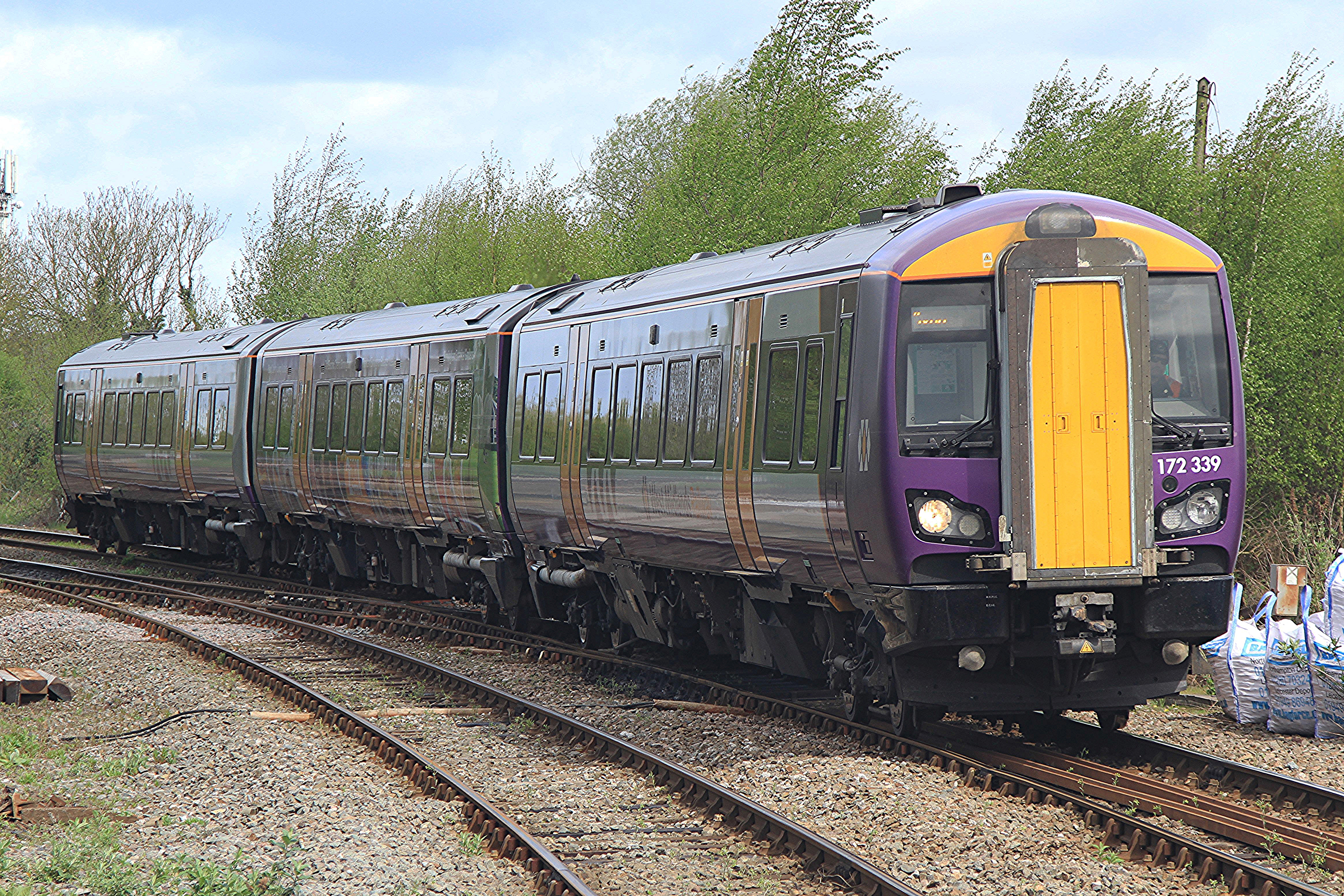
ウェスト・ミッドランズ・レールウェイの172形

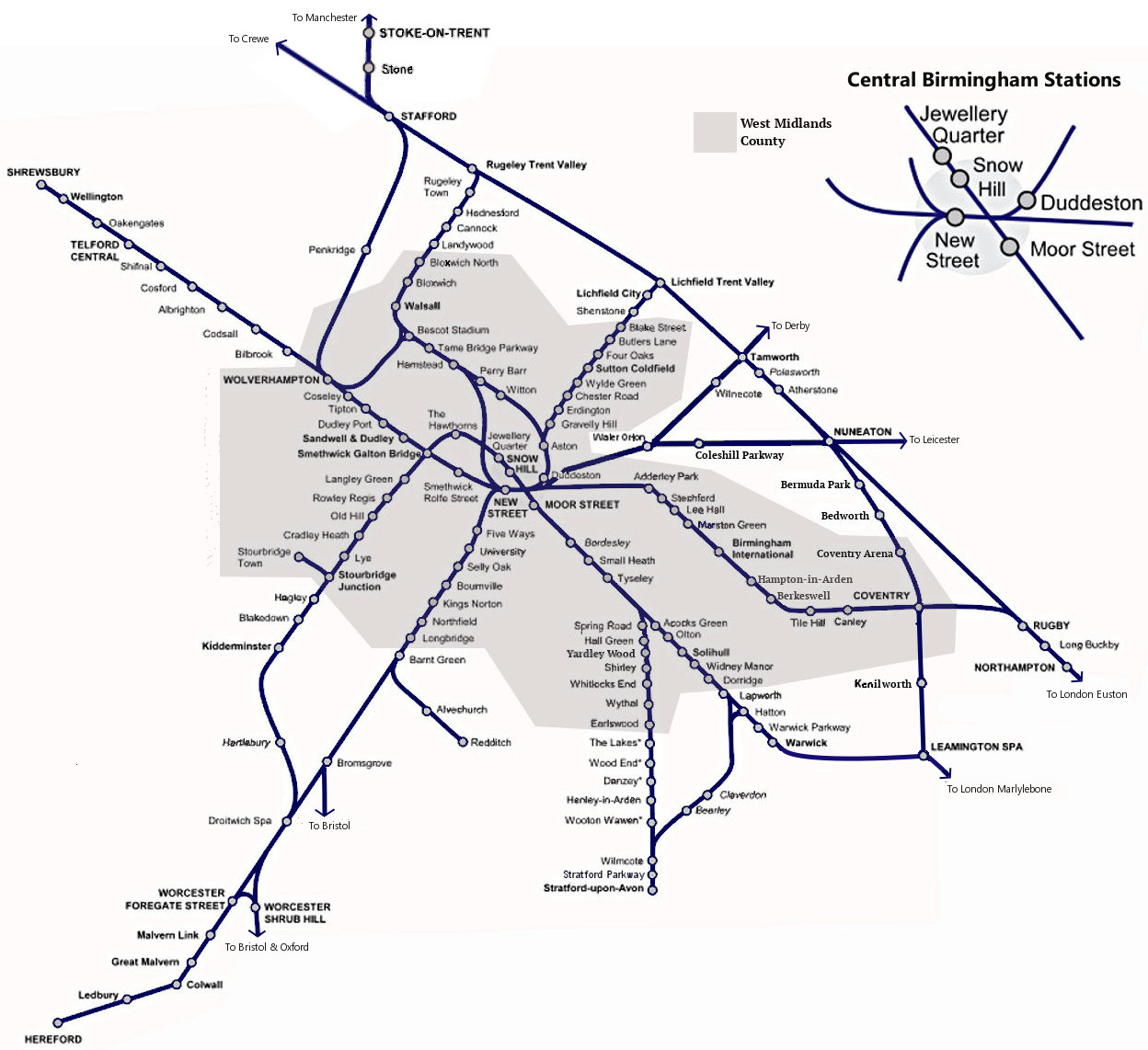
バーミンガム周辺の路線図

バーミンガムを中心としたウェスト・ミッドランズ地方で運行される列車は「ウェスト・ミッドランズ・レールウェイ」というブランドを使用する。コーポレートカラーはオレンジと紫であり、ロゴは六角形の中にWとMを縦に並べたモノグラムである。このロゴはウェスト・ミッドランズ（カウンティ）内の他の交通機関や交通行政を担う組織と色を除いて共通のものであり、バスは赤、ウェスト・ミッドランズ・メトロ（路面電車）は青、自転車関係は緑、ウェスト・ミッドランズ鉄道局（英語版）はターコイズの同じロゴを使用している。
スタウアブリッジ・タウン支線の列車は直営ではなく、オープン・アクセス・オペレーターのプレ・メトロ・オペレーションズが実際の運行を担っている。
列車は以下の路線を走行する。
- クロス・シティ線（英語版）
- チェイス線（英語版）
- ラグビー - バーミンガム - スタッフォード線（英語版）
- バーミンガム - キダーミンスター - ウスター線（英語版）（スノーヒル・ラインズ（英語版））
- チルターン本線（英語版）（スノーヒル・ラインズ）
- ノース・ウォリックシャー線（英語版）（スノーヒル・ラインズ）
- レミントン - ストラトフォード線（英語版）
- スタウアブリッジ・タウン支線（英語版）
- コヴェントリー - レミントン線（英語版）
- コヴェントリー - ヌニートン線（英語版）
- ウルヴァーハンプトン - シュルーズベリー線（英語版）
- バーミンガム - ブロムスグローブ - ウスター線（英語版）
- コッツウォルド線（英語版）

2020年5月時点での平日オフピーク時のダイヤは以下の通り。
| 区間                                               | 区間                                               | 区間 | 区間 | 毎時             | 車両             |
| クロス・シティ線                                   | クロス・シティ線                                   | クロス・シティ線 | クロス・シティ線 | クロス・シティ線 | クロス・シティ線 |
| -------------------------------------------------- | -------------------------------------------------- | --- | --- | ---------------- | ---------------- |
| リッチフィールド・トレント・ヴァレー（英語版・街） | リッチフィールド・トレント・ヴァレー（英語版・街） | レディッチ（英語版・街）                                                                                                 | レディッチ（英語版・街）                                                                                                 | 2本              | 323形            |
| フォー・オークス（英語版・街）                     | フォー・オークス（英語版・街）                     | レディッチ（英語版・街）                                                                                                 | レディッチ（英語版・街）                                                                                                 | 1本              | 323形            |
| リッチフィールド・トレント・ヴァレー               | リッチフィールド・トレント・ヴァレー               | ブロムスグローブ（英語版・街）                                                                                           | ブロムスグローブ（英語版・街）                                                                                           | 2本              | 323形            |
| フォー・オークス                                   | フォー・オークス                                   | ブロムスグローブ（英語版・街）                                                                                           | ブロムスグローブ（英語版・街）                                                                                           | 1本              | 323形            |
| チェイス線                                         |                                                    | | |                  |                  |
| ウォルソール（英語版・街）                         | アストン（英語版・街）                             | アストン（英語版・街）                                                                                                   | ウルヴァーハンプトン（英語版・街）                                                                                       | 2本              | 323形 350形      |
| バーミンガム・ニューストリート                     | バーミンガム・ニューストリート                     | ルージリー・トレント・ヴァレー（英語版・街）                                                                             | ルージリー・トレント・ヴァレー（英語版・街）                                                                             | 1本              | 323形 350形      |
| バーミンガム・インターナショナル（英語版）         | バーミンガム・インターナショナル（英語版）         | ルージリー・トレント・ヴァレー（英語版・街）                                                                             | ルージリー・トレント・ヴァレー（英語版・街）                                                                             | 1本              | 323形 350形      |
| スノーヒル・ラインズ                               |                                                    | | |                  |                  |
| ストラトフォード・アポン・エイヴォン               | ドリッジ（英語版・街）                             | ドリッジ（英語版・街）                                                                                                   | スタウアブリッジ・ジャンクション（英語版・街）                                                                           | 1本              | 172形            |
| ストラトフォード・アポン・エイヴォン               | ウィットロックス・エンド（英語版・街）             | ウィットロックス・エンド（英語版・街）                                                                                   | スタウアブリッジ・ジャンクション（英語版・街）                                                                           | 1本              | 172形            |
| ドリッジ                                           | ドリッジ                                           | キダーミンスター（英語版・街）                                                                                           | キダーミンスター（英語版・街）                                                                                           | 1本              | 172形            |
| ウィットロックス・エンド                           | ウィットロックス・エンド                           | キダーミンスター（英語版・街）                                                                                           | キダーミンスター（英語版・街）                                                                                           | 1本              | 172形            |
| ドリッジ                                           | ドリッジ                                           | ウスター・シュラブ・ヒル（英語版・街） ウスター・フォアゲート・ストリート（英語版） グレート・マルヴァーン（英語版・街） | ウスター・シュラブ・ヒル（英語版・街） ウスター・フォアゲート・ストリート（英語版） グレート・マルヴァーン（英語版・街） | 1本              | 172形            |
| ウィットロックス・エンド                           | ウィットロックス・エンド                           | ウスター・シュラブ・ヒル（英語版・街） ウスター・フォアゲート・ストリート（英語版） グレート・マルヴァーン（英語版・街） | ウスター・シュラブ・ヒル（英語版・街） ウスター・フォアゲート・ストリート（英語版） グレート・マルヴァーン（英語版・街） | 1本              | 172形            |
| バーミンガム - ヘレフォード／シュルーズベリー      |                                                    | | |                  |                  |
| バーミンガム・ニューストリート                     | バーミンガム・ニューストリート                     | シュルーズベリー（英語版・街）                                                                                           | シュルーズベリー（英語版・街）                                                                                           | 2本              | 170形            |
| バーミンガム・ニューストリート                     | バーミンガム・ニューストリート                     | ヘレフォード（英語版・街）                                                                                               | ヘレフォード（英語版・街）                                                                                               | 1本              | 153形 170形      |
| レミントン・スパ - ヌニートン                      |                                                    | | |                  |                  |
| レミントン・スパ（英語版・街）                     | レミントン・スパ（英語版・街）                     | ヌニートン（英語版・街）                                                                                                 | ヌニートン（英語版・街）                                                                                                 | 1本              | 172形            |
| スタウアブリッジ・タウン支線                       |                                                    | | |                  |                  |
| スタウアブリッジ・ジャンクション                   | スタウアブリッジ・ジャンクション                   | スタウアブリッジ・タウン（英語版）                                                                                       | スタウアブリッジ・タウン（英語版）                                                                                       | 6本              | 139形            |

### 変更予定
以下の変更が予定されている。
- バーミンガム - ウルヴァーハンプトン系統（WMR）のストーク・オン・トレント（英語版・街）経由クルーへの延伸とロンドン - クルー系統（LNR）のストーク・オン・トレント非経由化[20]
12両編成の列車がホーム長の関係でストーン（英語版・街（英語版））、キッズグローブ（英語版・街（英語版））、アルサガー（英語版・街（英語版））に停車できないためであるが、同区間からロンドンへの直通列車がストーク・オン・トレントにのみ停車するアヴァンティ・ウェスト・コーストの列車（毎時2本）だけになるとして、スタッフォードシャー議会議員の一部から批判されている[21]。これに対し、ウェスト・ミッドランズ鉄道局はバーミンガムを経由することで所要時間が伸びるものの、直通列車自体は維持されるとした[22]。
- バーラストン（英語版・街（英語版））への停車列車導入とウェッジウッド（英語版）の廃止[23]
いずれも2004年5月に休止駅となり、以降は全列車が通過するとともに、列車代行バスが運行されている。

## 車両
ウェスト・ミッドランズ・トレインズはロンドン・ミッドランドから139形、150形（引退済）、153形、170形、172形、319形、323形、350形を継承した。既存形式の増備のほか、新型車両として230形が導入されており、今後は196形と730形も新製される予定である。

### 現有車両
139形
139形「PPM60」はパリー・ピープル・ムーバーズ製の軽量単行気動車であり、2両がプレ・メトロ・オペレーションズによってスタウアブリッジ・タウン支線で運行されている。
同線での軽量気動車の使用は2代前のセントラル・トレインズ時代の2006年から1年間、毎週日曜日の列車を999形「PPM50」で運行する試験運用が行われたことに始まる。この成功を受けて同車の定期運用での使用が次期フランチャイズの計画に盛り込まれ、ロンドン・ミッドランドは車両リース会社のポーターブルークを通して999形の車体を1ｍ延長したPPM60を2両発注した。これらは139形の形式名が与えられ、実際の運行をプレ・メトロ・オペレーションズが行う形で2009年から同線の列車をすべて運行している。
153形
153形「スーパー・スプリンター」は、国鉄時代の1991年から1992年にかけて155形「スーパー・スプリンター」（2両編成・1987年 - 1988年製）を改造した単行気動車であり、8両が在籍している。当初はレミントン - ヌニートン間とマーストン・ヴェール線で使用されていたが、172/0形と230形の導入を受け、現在はバーミンガム - ヘレフォード間とスノーヒル・ラインズで運用されている。196形によって置き換えられる予定である。
170形
170形「ターボスター」は2代前のセントラル・トレインズによって導入されたものであり、2両編成の170/5形が17本、3両編成の170/6形が6本在籍している。196形の新製によって置き換えられる予定であり、先頭車はイースト・ミッドランズ・レールウェイに、中間車は既存の170/5形の3両編成化のためクロスカントリーに転出する計画である。
172形
172形「ターボスター」は2010年から2011年にかけて製造された。ロンドン・ミッドランドからは2両編成の172/2形2両を12本、3両編成の172/3形を15本継承したが、これらに加え2018年から2019年にかけてロンドン・オーバーグラウンドからの転属により2両編成の172/0形を8本導入した。生え抜きの27本は前面に貫通路を備えているのに対し、転入車は170形同様の非貫通式であり、前面デザインが異なっている。
230形
230形「D-Train」はロンドン地下鉄D78形を更新・改造して製作された電気式気動車である。ウェスト・ミッドランズ・トレインズは同形式初の顧客であり、2両編成3本を2019年4月からマーストン・ヴェール線で運行している。
319形
319形は国鉄時代の1987年から1988年に新たに運行を開始したテムズリンク・ネットワーク向けに製造された。ウェスト・ミッドランズ・フランチャイズにはロンドン・ミッドランド時代の2015年に7本が転入し、引き継ぎ後に導入されたものも含め、現在は15本が在籍している。350/4形と730形の導入により置き換えられる。
323形
323形は国鉄時代の1992年から1993年にかけて製造され、3両編成26本が使用されている。350/4形と730形によって置き換えられ、内17本についてはすでに同形式を17本運行しているノーザン・トレインズに転出することが計画されている。
350形
350形「デジロ」は2004年 - 2005年に350/1形がセントラル・トレインズとシルバーリンク向けに、2008年 - 2009年に350/2形、2013年 - 2014年に350/3形がともにロンドン・ミッドランド向けに製造され、合計77本が引き継がれた。さらに、2019年から2020年にかけて、350/3形と同時期にファースト・トランスペナイン・エクスプレスに導入された350/4形もトランスペナイン・エクスプレスより転入し、現在は4両編成87本が在籍している。なお、350/2形については350/4形と730形の導入によりリース元のポーターブルークに返却され、蓄電池電車に改造される計画である。
| 形式                                     | 形式                                 | 画像       | 種類             | 最高速度           | 編成両数   | 本数            | 運用区間                                                                         | 製造年          |
| 入換機関車                               | 入換機関車                           | 入換機関車 | 入換機関車       | 入換機関車         | 入換機関車 | 入換機関車      | 入換機関車                                                                       | 入換機関車      |
| ---------------------------------------- | ------------------------------------ | ---------- | ---------------- | ------------------ | ---------- | --------------- | -------------------------------------------------------------------------------- | --------------- |
| 08形                                     | 08形                                 |            | ディーゼル機関車 | 15 mph (24 km/h)   |            | 2両             | 入換                                                                             | 1952年 - 1962年 |
| ウェスト・ミッドランズ・レールウェイ     |                                      |            |                  |                    |            |                 |                                                                                  |                 |
| 139形 「パリー・ピープル・ムーバー」     | 139形 「パリー・ピープル・ムーバー」 |            | 気動車           | 40 mph (64 km/h)   | 1両        | 2本             | スタウアブリッジ・タウン支線                                                     | 2009年          |
| 153形 「スーパー・スプリンター」         | 153形 「スーパー・スプリンター」     |            | 気動車           | 75 mph (121 km/h)  | 1両        | 8本             | スノーヒル・ラインズ バーミンガム - ヘレフォード                                 | 1987年 - 1988年 |
| 170形 「ターボスター」                   | 170/5形                              |            | 気動車           | 100 mph (160 km/h) | 2両        | 17本            | スノーヒル・ラインズ バーミンガム - ヘレフォード バーミンガム - シュルーズベリー | 1999年 - 2000年 |
| 170形 「ターボスター」                   | 170/6形                              | 3両        | 気動車           | 100 mph (160 km/h) | 6本        |                 | スノーヒル・ラインズ バーミンガム - ヘレフォード バーミンガム - シュルーズベリー | 1999年 - 2000年 |
| 172形 「ターボスター」                   | 172/0形                              |            | 気動車           | 100 mph (160 km/h) | 2両        | 8本             | スノーヒル・ラインズ レミントン・スパ - ヌニートン                               | 2010年          |
| 172形 「ターボスター」                   | 172/2形                              |            | 気動車           | 100 mph (160 km/h) | 2両        | 12本            | スノーヒル・ラインズ レミントン・スパ - ヌニートン                               | 2011年          |
| 172形 「ターボスター」                   | 172/3形                              | 3両        | 気動車           | 100 mph (160 km/h) | 15本       |                 | スノーヒル・ラインズ レミントン・スパ - ヌニートン                               | 2011年          |
| 323形                                    | 323形                                |            | 電車             | 90 mph (140 km/h)  | 3両        | 26本            | クロス・シティ線 チェイス線                                                      | 1992年 - 1993年 |
| ロンドン・ノースウェスタン・レールウェイ |                                      |            |                  |                    |            |                 |                                                                                  |                 |
| 230形 「D-Train」                        | 230/0形                              |            | 気動車           | 60 mph (97 km/h)   | 2両        | 3本             | マーストン・ヴェール線                                                           | 2016年 - 2018年 |
| 319形                                    | 319/0形                              |            | 電車             | 100 mph (160 km/h) | 4両        | 15本            | アビー線 ウェスト・コースト本線                                                  | 1987年 - 1988年 |
| 319形                                    | 319/2形                              |            | 電車             | 100 mph (160 km/h) | 4両        | 15本            | アビー線 ウェスト・コースト本線                                                  | 1987年 - 1988年 |
| 319形                                    | 319/4形                              |            | 電車             | 100 mph (160 km/h) | 4両        | 15本            | アビー線 ウェスト・コースト本線                                                  | 1987年 - 1988年 |
| 350形 「デジロ」                         | 350/1形                              |            | 電車             | 110 mph (180 km/h) | 4両        | 30本            | ウェスト・コースト本線 チェイス線（WMR）                                         | 2004年 - 2005年 |
| 350形 「デジロ」                         | 350/2形                              | 37本       | 電車             | 110 mph (180 km/h) | 4両        | 2008年 - 2009年 | ウェスト・コースト本線 チェイス線（WMR）                                         |                 |
| 350形 「デジロ」                         | 350/3形                              | 10本       | 電車             | 110 mph (180 km/h) | 4両        | 2013年 - 2014年 | ウェスト・コースト本線 チェイス線（WMR）                                         |                 |
| 350形 「デジロ」                         | 350/4形                              | 10本       | 電車             | 110 mph (180 km/h) | 4両        | 2013年 - 2014年 | ウェスト・コースト本線 チェイス線（WMR）                                         |                 |

### 導入予定車両
ウェスト・ミッドランズ・トレインズはCAFに「シヴィティ」ファミリーの気動車を26編成80両、ボンバルディアに「アヴェントラ」ファミリーの電車を81本333両発注している。これらは2020年から2021年にかけて納入される予定である。
既に納入された230形を含め、これら新型車両に関する詳細は2017年10月に発表された。
196形
196形「シヴィティ」は「ウェスト・ミッドランズ・レールウェイ」ブランドで運行されている153形、170/5形、170/6形の置き換え用として、2両編成の196/0形が12本、4両編成の196/2形が14本導入される予定である。
730形
730形「アヴェントラ」は、「ウェスト・ミッドランズ・レールウェイ」ブランド用で3両編成の730/0形が36本、「ロンドン・ノースウェスタン・レールウェイ」ブランド用の5両編成で近郊列車向けの730/1形が29本、同じく長距離列車向けの730/3形が16本導入される。これらはダービー・リッチャーチ・レーン工場で製造される。
| 形式                   | 形式    | 画像 | 種類   | 最高速度           | 編成両数 | 本数       | ブランド | 運用区間                                                                         | 製造年          | 営業開始        |
| ---------------------- | ------- | ---- | ------ | ------------------ | -------- | ---------- | -------- | -------------------------------------------------------------------------------- | --------------- | --------------- |
| 196形 「シヴィティ」   | 196/0形 |      | 気動車 | 100 mph (160 km/h) | 2両      | 12本       | WMR      | スノーヒル・ラインズ バーミンガム - ヘレフォード バーミンガム - シュルーズベリー | 2019年 - 2020年 | 2020年          |
| 196形 「シヴィティ」   | 196/1形 | 4両  | 気動車 | 100 mph (160 km/h) | 14本     |            | WMR      | スノーヒル・ラインズ バーミンガム - ヘレフォード バーミンガム - シュルーズベリー | 2019年 - 2020年 | 2020年          |
| 730形 「アヴェントラ」 | 730/0形 |      | 電車   | 90 mph (140 km/h)  | 3両      | 36本       | WMR      | クロス・シティ線 チェイス線                                                      | 2020年 - 2021年 | 2020年 - 2021年 |
| 730形 「アヴェントラ」 | 730/1形 |      | 電車   | 110 mph (180 km/h) | 5両      | 29本       | LNR      | 近郊列車                                                                         | 2020年 - 2021年 | 2020年 - 2021年 |
| 730形 「アヴェントラ」 | 730/2形 | 16本 | 電車   | 110 mph (180 km/h) | 5両      | 長距離列車 | LNR      |                                                                                  | 2020年 - 2021年 | 2020年 - 2021年 |

### 過去の車両
150形
ウェスト・ミッドランズ・トレインズはロンドン・ミッドランドから150/1形「スプリンター」2両編成3本を引き継いだ。これらは170/0形の転入と230形の新製によって淘汰され、2019年にアリーヴァ・レール・ノースへ転出した。
| 形式                   | 形式    | 画像 | 種類   | 編成両数 | 本数 | 製造年        | 運用区間                                                         | 引退   | 備考                             |
| ---------------------- | ------- | ---- | ------ | -------- | ---- | ------------- | ---------------------------------------------------------------- | ------ | -------------------------------- |
| 150形 「スプリンター」 | 150/1形 |      | 気動車 | 2両      | 3本  | 1985年 - 1986 | バーミンガム - ヘレフォード（WMR） マーストン・ヴェール線（LNR） | 2019年 | アリーヴァ・レール・ノースへ転出 |